# Transformatie (Zuid-Afrika)
Transformatie (Afrikaans: transformasie; Engels: transformation) is een politiek begrip uit Zuid-Afrika waarmee het door overheidsingrijpen teweegbrengen van grootschalige sociale veranderingen in de samenleving wordt bedoeld. Transformatie is het politieke proces om integratie tussen de verschillende raciale groepen in Zuid-Afrika tot stand te brengen.
Het begrip transformatie werd in 1997 geïntroduceerd en aangenomen als beleidsspeerpunt door het African National Congress, dat verschillende groepen uit de Zuid-Afrikaanse samenleving door middel van overheidsoptreden met elkaar wilde laten integreren.
Tot 1991 leefden zwarte, blanke, bruine en Aziatische Zuid-Afrikanen door apartheid (1948-1991) strikt gescheiden van elkaar en hadden zij elk hun eigen leefgebieden en instituties zoals scholen, ziekenhuizen, kranten en tijdschriften. Dit resulteerde in gescheiden leefwerelden, die ook na 1991 bleven voortbestaan. Met transformatie wil het ANC elk segment van de samenleving, waaronder bedrijven, de overheid en maatschappelijke organisaties, veranderen en deel maken van een geïntegreerde samenleving.
Transformatie is niet onomstreden. Zo hield het het VN-comité inzake de uitbanning van alle vormen van rassendiscriminatie in 2016 een hoorzitting over transformatie.

## Aanleiding
Het ANC stelde dat de transitie van macht met het aannemen van de (definitieve) nieuwe grondwet van Zuid-Afrika in 1996 voltooid was. Afrikaners (en de Nationale Partij) hadden hun politieke macht opgegeven in ruil voor een onderhandelde grondwet, die hen van economische en culturele vrijheden voorzag. Zuid-Afrika zou een liberale staat worden, waarin mensenrechten, individuele vrijheden en groepsrechten een belangrijke pijler van een democratische samenleving zou zijn.
Voor de Nationale Partij en veel Afrikaners was de nieuwe grondwet een soort eindpunt van de overdracht, die zij zelf in 1991 met het afschaffen van de apartheid hadden ingezet. Toen in 1996 de transitie klaar was, ontstond er een verschil van inzicht over hoe de maatschappelijke veranderingen zich in Zuid-Afrika verder moesten voltrekken. De Nationale Partij vond op basis van haar conservatieve beginselen dat de maatschappij zelf de nodige veranderingen moest doorvoeren, geholpen door de rechten en plichten uit de grondwet. Het ANC vond op basis van haar socialistische beginselen echter dat de staat actief invulling moest geven aan maatschappelijke veranderingen en deze zelfs moest beginnen.
Daarop stapte de Nationale Partij op 30 juni 1996 uit de regering van nationale eenheid. Het ANC kreeg daarmee, mede dankzij haar meerderheid in het Zuid-Afrikaanse parlement, vrij baan om zelf beleid op te stellen om maatschappelijke veranderingen teweeg te brengen.

### Grondwet
In de inleiding van de grondwet van Zuid-Afrika staat dat de onrechtmatigheden door apartheid, de anti-apartheidsstrijd en kolonialisme erkend worden en dat deze onrechtmatigheden ongedaan gemaakt moeten worden. Hoewel transformatie niet als politiek begrip of visie in de grondwet voorkomt, zijn er verschillende perspectieven op de rol van de grondwet bij (het ontstaan van) transformatie, die voornamelijk te maken hebben met politieke en filosofische interpretaties van de grondwet.
Sommige academici wijzen erop dat de grondwet het veranderen van de Zuid-Afrikaanse samenleving als groter doel heeft en dat transformatiewetgeving als kop op de grondwet dient, terwijl andere academici zeggen dat de grondwet zelf al voldoende mogelijkheden biedt om de samenleving vanuit de maatschappij te veranderen, aangezien er beperkingen op een aantal grondrechten geplaatst zijn. Zo is bijvoorbeeld het eigendomsrecht beperkt, zodat mensen die hun land door de Wet op Naturellengrond van 1913 kwijtraakten wel weer terug konden krijgen. Daardoor zou transformatiewetgeving overbodig of zelfs in strijd met de grondwet zijn.
Hoofdrechter Pius Langa van het Constitutioneel Hof van Zuid-Afrika verwees naar transformatie als een sociale en economische revolutie uitgevoerd door de staat. Zijn opvolger Mogoeng Mogoeng benadrukte echter de veranderingen die de grondwet in de Zuid-Afrikaanse samenleving wil zien en vindt dat transformatie in de geest van de grondwet is.

### Doelstellingen
De Zuid-Afrikaanse ANC-regering zegt dat het de grondwettelijke plicht heeft om een verenigde, gelijke en democratische samenleving te bevorderen. Om deze samenleving te bereiken, gebruikt zij wetgeving om bepaalde doelstellingen en wettelijke manieren om deze doelstellingen te behalen vast te leggen.
De doelstellingen worden bereikt door het invoeren van minimumquota op het gebied van ras, geslacht, leeftijd, handicap en andere vormen van ongelijkheid.
Transformatie is onderverdeeld in twee vormen. Ten eerste is er de herverdelende transformatie, ook wel rechtstellende actie genoemd, waarbij bezit dat door apartheid erg geconcentreerd was in bepaalde bevolkingsgroepen door de overheid wordt herverdeeld onder andere groepen. De belangrijkste wet voor herverdelende transformatie is de Wet op Breedgebaseerde Zwarte Economische Bemachtiging. Daarnaast is er demografische transformatie, waarbij organisaties in demografisch opzicht representatief voor de Zuid-Afrikaanse samenleving moeten worden door voldoende mensen uit verschillende groepen aan te nemen. De belangrijkste wet voor demografische transformatie is de Wet op Gelijke Indienstneming, waarin de overheid bepaalde minimumquota's heeft vastgesteld.

## In de economie
In de economie is er vooral sprake van herverdelende transformatie. Tijdens apartheid konden alleen blanke Zuid-Afrikanen (aandelen in) grote bedrijven bezitten. Ook waren er veel functies, vooral managementfuncties, voorbehouden aan blanken. Daarom heeft de Zuid-Afrikaanse regering in 2003 de Wet op Zwarte Economische Bemachtiging ingevoerd. Deze wet werd in 2007 gewijzigd en staat sindsdien bekend als de Wet op Breedgebaseerde Zwarte Economische Bemachtiging. Daarnaast geldt de Wet op Gelijke Indienstneming ook voor bedrijven met meer dan 50 personeelsleden.

### Zwarte economische bemachtiging
Transformatie van de economie wordt vooral bepaald door zwarte economische bemachtiging (ZEB) en breedgebasseerde zwarte economische bemachtiging (BBZEB). ZEB was beleid dat tussen 1998 en 2007 en werd toen vervangen door BBZEB. BBZEB is een puntensysteem, waarmee elk bedrijf verplicht moet laten zien in hoeverre zij zwarte Zuid-Afrikanen helpt om hun maatschappelijke positie te verbeteren.
Het puntensysteem bestaat uit vijf verschillende categorieën, waarin bedrijven punten kunnen verdienen. Het bedrijf krijgt punten voor de mate waarin
1. het bedrijf eigendom van zwarte Zuid-Afrikanen is,
2. het bedrijf door zwarte Zuid-Afrikanen bestuurd wordt,
3. het bedrijf handelt met andere bedrijven die goede BBZEB-punten hebben,
4. het bedrijf aan vaardigheidsontwikkeling doet van zwarte Zuid-Afrikanen en
5. het bedrijf doet aan socio-economische ontwikkelingen in haar omgeving.

Hoewel het niet verplicht is om mee te doen, krijgen bedrijven die veel punten halen meer mogelijkheden om zaken met de staat te doen. Daarnaast willen bedrijven, die wel zaken willen doen met de overheid, ook geen zaken meer doen met bedrijven met een lage score, omdat dat hun eigen score negatief beïnvloedt. Dit zorgt er dus voor dat bedrijven die een lage score hebben omdat zij het eigendom zijn van blanke Zuid-Afrikanen of veel blanke medewerkers hebben, economisch buitenspel komen te staan.
Alle bedrijven die een jaarlijkse omzet hebben van R 50 miljoen (3,5 miljoen euro) of meer moeten hun punten uit alle vijf categorieën publiceren, terwijl bedrijven met een jaarlijkse omzet tussen de R 10 miljoen (700.000 euro) en R 50 miljoen hun punten uit vier categorieën moeten publiceren.
Door dit puntensysteem is BBZEB omstreden. Het puntensysteem telt alleen de bevoordeling van zwarte Zuid-Afrikanen, en in mindere mate kleurlingen en Aziatische Zuid-Afrikanen.

### Herverdeling van landbouwgrond
Vanaf 1994 was de herverdeling van landbouwgrond een belangrijk thema. Voor 1991 konden zwarte mensen geen grond in grote delen van Zuid-Afrika bezitten, omdat de Zuid-Afrikaanse regering hen niet als Zuid-Afrikaanse burgers beschouwde. Slechts in de Bantoestans en voormalige reservaten konden zwarte mensen grond bezitten.
Na de afschaffing van apartheid is er een programma geïmplementeerd dat grond moest herverdelen. Zwarte Zuid-Afrikanen konden claims op landbouwgrond indienen indien dat na de invoering van de Wet op Naturellengrond in 1913 van hen afgenomen was. Indien de claim terecht was, konden zij kiezen om de landbouwgrond of stedelijke erven in hun bezit te krijgen of voor een financiële vergoeding. Van alle ingediende claims wilde slechts 10% de grond van zijn of haar voorouders terug; 90% van de eisers had voorkeur voor een financiële compensatie. Deze compensatie werd betaald door de overheid. Wanneer eisers hun grond terugkregen, kocht de Zuid-Afrikaanse regering de eigenaar van de grond uit. Tot en met 1997 konden zwarte Zuid-Afrikanen eisen instellen. Vanaf 2014 konden zwarte Zuid-Afrikanen opnieuw grond terugeisen, deze termijn liep tot en met 2019.
Naast het stelsel om landbouwgrond terug te eisen, is er een stelsel opgezet om landbouwgrond te verdelen onder nieuwe boeren. De Zuid-Afrikaanse regering heeft daarvoor een opkoopprogramma opgetuigd, waarbij de regering op basis van vrijwillige verkoop de landbouwgrond van een blanke boer koopt. De regering verhuurt de landbouwgrond vervolgens aan een nieuwe zwarte boer.
De herverdeling van landbouwgrond gaat volgens de regering te traag. Daardoor wilde president Zuma in 2015 overgaan op een stelsel waar blanke boeren hun landbouwgrond zonder vergoeding zouden moeten delen met niet-blanke boeren. Zonder de grond te splitsen zouden blanke en niet-blanke boeren dan elk 50% van de boerderij in handen krijgen. In 2018 lanceerde president Ramaphosa een plan om landbouwgrond te confisqueren.
De herverdeling van landbouwgrond is tot op heden geen succes geweest. In 2010 was 90% van de boerenbedrijven die aan nieuwe zwarte boeren gegeven waren niet meer commercieel actief. Deze boerderijen liggen braak, worden gebruikt voor bestaanslandbouw of worden gekraakt door vreemden. Nieuwe boeren hebben het vaak financieel moeilijk, omdat ze het land niet in eigendom krijgen, maar slechts kunnen huren van de overheid. Zo kunnen ze hun landbouwgrond niet als onderpand gebruiken of geen stuk van hun land verkopen om voldoende financiën te verzamelen voor investeringen.

## Bij de overheid
Transformatie bij de overheid en overheidsbedrijven is vooral gericht op demografische transformatie. De demografie van het ambtenarenapparaat en van medewerkers van overheidsbedrijven en staatsdeelnemingen moet een afspiegeling worden van de nationale demografie. Regelgeving is vastgelegd in de Wet op Gelijke Indienstneming.

### Aanloop
Het overheidsapparaat, dat tot 1994 grotendeels uit blanke ambtenaren bestond, werd vanaf 1996 getransformeerd. Hoewel Zuid-Afrika voor 1994 een minderheidsdemocratie (aristocratie) was, was het overheidsapparaat goed georganiseerd en werden de meeste democratische principes ten opzichte van de blanke bevolking gehandhaafd. Ondanks het overwicht van blanken in het parlement en binnen het overheidsapparaat hadden de bruine en Aziatische bevolkingsgroepen hun eigen departementen met hun eigen ambtenaren.
Vanaf 1994 werd begonnen met het ineenschuiven van de blanke, bruine en Aziatische overheidsdepartementen. Zo bestond bijvoorbeeld het ministerie van gevangenissen sinds 1984 uit drie verschillende departementen: het blanke departement ging over de gevangenissen voor blanken, het bruine departement ging over gevangenissen voor bruine mensen, het Aziatische departement ging over gevangenissen voor Aziatische Zuid-Afrikanen en gezamenlijk gingen ze over de gevangenissen voor Zwarte Zuid-Afrikanen. Deze drie departementen moesten verantwoordelijkheid afleggen aan hun eigen Kamer van het Zuid-Afrikaanse driekamerparlement. Al deze dubbele overheidsdiensten werden vanaf 1994 gefuseerd. Ook de kleinere ministeries van de thuislanden werden geïntegreerd.
Omdat zwarte Zuid-Afrikanen voor 1994 alleen eigen bestuurlijke eenheden op lokaal niveau hadden en de ministeries van de thuislanden niet heel groot en verspreid waren, waren er na 1994 weinig zwarte ambtenaren op het niveau van de landelijke overheid.

### Gelijke indienstneming
Na het vallen van de regering van nationale eenheid in 1996 begon het tweede kabinet-Mandela met een visie op het grotendeels blanke ambtenarenapparaat. De regering kwam met de Wet op Gelijke Indienstneming. Daarin werd bepaald dat bij twee gelijke sollicitanten, dan moest de persoon uit een door apartheid benadeelde groep de baan krijgen.
Tegelijk begon de regering op grote schaal ruimte te maken voor het aannemen van nieuwe zwarte ambtenaren door een ontslagvergoeding aan te bieden aan zittende (blanke) ambtenaren. Daarmee kregen veel zwarte Zuid-Afrikanen voor het eerst kans op een baan bij de nationale overheid.
Na 2010 hervormingen vond het ANC dat de transformatie van het overheidsapparaat en overheidsbedrijven niet snel genoeg ging. Dat de samenstelling van het overheidsapparaat meer een afspiegeling van de samenleving moest zijn, veranderde in de politieke eis dat het overheidsapparaat bijna helemaal een afspiegeling van de samenleving moest zijn. De Wet op Gelijke Indienstneming werd daarvoor in 2014 gewijzigd. Tegelijk met de hervorming van Zwarte Economische Bemachtiging verschoof ook de focus op deelname van bruine en Aziatische Zuid-Afrikanen naar deelname van zwarte Zuid-Afrikanen. Overheidsinstellingen en staatsbedrijven moesten raciale doelen instellen om te bereiken dat minstens 80% van hun medewerkers bestaat uit zwarte Zuid-Afrikanen. Hoewel het geen verplichte quota zijn, zijn er wel gevolgen voor overheidsinstellingen en overheidsbedrijven als zij deze doelen niet halen. Wegens het verschuiven van de focus zijn er geen semi-verplichte doelen voor het aantal bruine, Aziatische of blanke medewerkers meer.

#### Problemen bij overheden
De transformatie van de overheid en overheidsbedrijven verliep niet soepel. Een van de grootste problemen die ontstonden was dat nieuwe zwarte ambtenaren niet de juiste vaardigheden hadden om hun nieuwe baan als ambtenaar uit te kunnen voeren. Zwarte Zuid-Afrikanen hadden tijdens apartheid geen toegang tot hogere administratieve banen - deze waren bij wet exclusief voor blanken gereserveerd, ook bij private bedrijven. Daarom werd er in het (aparte) onderwijs voor zwarte Zuid-Afrikanen geen aandacht besteed aan administratieve vaardigheden. Tegelijk vertrokken zoveel blanke ambtenaren dat de achterblijvende ambtenaren niet in staat waren de nieuwkomers al werkend te laten leren.
Daarnaast was het moeilijk de nieuwe ambtenaren de gewoonten van het oude, gewantrouwd overheidsapparaat te laten overnemen. Het ANC deed aan kader-ontplooiing, waarbij leden van het partijkader als ambtenaren baantjes kregen bij de overheid. Het overheidsapparaat werd daarmee langzaamaan een verlengstuk van de regeringspartij.
Vanaf 2000 vormde de fusie tussen blanke gemeenten en grotere zwarte lokale autoriteiten voor problemen. Nepotisme vierde hoogtij in bijna alle gemeenten met een ANC-meerderheid. Nadat oppositiepartij Democratische Alliantie in 2006 het beheer van de gemeente Kaapstad overnam, was zij jaren bezig om onkundige en partijdige ambtenaren te ontslaan, die tussen 2002 en 2006 waren aangesteld onder het ANC. In 2014 bleek dat slechts 17% van alle gemeenten in Zuid-Afrika volledig naar behoren functioneerde. De rest had minstens in een bepaalde mate te lijden had onder financieel wanbestuur.
Daarnaast zorgen de gestelde raciale doelen voor problemen. Zo staan er veel vacatures open in gebieden waar de zwarte bevolking een minderheid vormt, maar nog steeds 80% van het overheidsapparaat moet uitmaken. Wanneer een vacature voor een zwarte kandidaat bedoeld is, maar er alleen blanke, bruine of Aziatische kandidaten reageren, wordt de vacature weer ingetrokken. Dit zorgt ervoor dat de functie onvervuld blijft en werk blijft liggen. In 2016 waren er meer dan 45.000 gemeentelijke functies vacant. Dat is 15% van het totale aantal functies bij gemeenten en gestegen van 13% in 2015. In de provincie West-Kaap, waar slechts 30% van de bevolking zwart is, heeft dit geleid tot enkele rechtszaken. Geschikte bruine gevangenisbewaarders solliciteerden op een hogere post die eigenlijk voor een zwarte kandidaat bedoeld was, waarop het Ministerie van Gevangeniswezen de vacature introk omdat er geen zwarte kandidaten waren. Uiteindelijk wonnen een aantal gevangenisbewaarders hun rechtszaak en moesten ze alsnog aangesteld worden. Het Constitutioneel Hof bevond dat de nationale overheid niet alleen de nationale demografie in ogenschouw moest nemen, maar ook de streeksdemografie.

## In het onderwijs
Het onderwijs maakt ook een transformatieproces door. Naast ras speelt taal een belangrijke factor bij het transformatieproces. Transformatie is op alle onderwijsniveaus aanwezig. Veel Zuid-Afrikanen, voornamelijk zwarte Zuid-Afrikanen, studeren of gaan naar school in een tweede taal, omdat onderwijs niet of nauwelijks in hun moedertaal aanwezig is, terwijl blanke, bruine en Aziatische scholieren en studenten wel in hun moedertaal (Afrikaans of Engels) onderwijs kunnen krijgen.

### Universiteiten
Tijdens apartheid waren er veertien universiteiten, waaronder blanke, bruine en zwarte universiteiten, de meeste Engels, sommige Afrikaans en andere weer Bantoetalig. Sommige universiteiten waren raciaal en/of talig gemengd, maar hadden gescheiden onderwijs op hun campus. Na 1994 werden alle universiteiten toegankelijk voor alle raciale groepen. De voormalig blanke Engelstalige universiteiten trokken relatief makkelijk zwarte studenten aan.
Voor de Afrikaanstalige universiteiten was het aantrekken van zwarte studenten lastiger, aangezien slechts vijf procent van alle Afrikaanssprekenden zwart is. Wel trokken enkele universiteiten, waaronder de Universiteit Stellenbosch, snel meer bruine studenten. De regering vond dit proces echter niet snel genoeg gaan. In 2000 waren er zeven Afrikaanstalige universiteiten, waaronder drie universiteiten die ook in het Engels lesgaven. In 2002 stelde een verslag van de Zuid-Afrikaanse regering voor om twee hoofdzakelijk Afrikaanstalige universiteiten te behouden, de Universiteit Stellenbosch in het zuiden en de Potchefstroomse Universiteit in het noorden. De rest van de universiteiten zouden meertalige of Engelse instellingen worden. Als eerste universiteit liet de Universiteit van Wes-Kaapland het Afrikaans als lestaal los.

##### Overheidshervormingen
In 2005 werden de eentalige Randse Afrikaanse Universiteit (in Johannesburg) en de Afrikaanstalige Potchefstroomse Universiteit opgeheven en ondergebracht bij andere instellingen, respectievelijk de Universiteit van Johannesburg en de Noordwest-Universiteit. Hoewel de bedoeling was dat deze twee universiteiten meertalig zouden zijn, lukte dat alleen de Noordwest-Universiteit, die het Afrikaans als primaire lestaal op de Potchefstroomcampus handhaafde. Op de Universiteit van Johannesburg, die primair in het Engels zou gaan lesgeven en Afrikaans als tweede lestaal zou gebruiken voor nadere uitleg en vragen van studenten, verliep de verengelsing snel. Waar in 2005 nog 15.000 Afrikaanstalige studenten (voornamelijk van de RAU) bij de Universiteit Johannesburg studeerden, was dat aantal in 2010 gedaald tot ongeveer drieduizend. De meeste Afrikaanstalige scholieren uit Johannesburg besloten voortaan naar de Universiteit van Pretoria of de Noordwest-Universiteit te gaan.

##### AfrikaansMustFall-protesten
Vanaf 2010 begon het Afrikaans als primaire lestaal op andere universiteiten onder druk te komen. Hoewel het aantal Afrikaanstalige studenten gelijk bleef, groeide het aantal Engelstalige studenten op de voormalige Afrikaanstalige universiteiten hard. De Universiteit van Pretoria bood slechts nog enkele populaire opleidingen in het Afrikaans en Engels aan, kleinere studies waren al compleet verengelst. De samenstelling van de universiteiten veranderde door de komst van veel Engelstalige studenten en rond 2015 waren Afrikaanstalige studenten een minderheid op bijna alle Afrikaanstalige universiteiten. De groei van Engelstalige studenten in Stellenbosch leidde zelfs tot een afname van het aantal bruine studenten, die naar andere universiteiten besloten te gaan.
De zwarte meerderheid vond het discriminatie dat Afrikaanstalige studenten wel in hun moedertaal konden studeren, terwijl zij dat niet konden. Na de #FeesMustFall-protestoptochten, die in het najaar van 2015 veel universiteiten plat lieten leggen, kwamen er in Stellenbosch, Pretoria en Bloemfontein (Vrystaat) protesten onder de noemer #AfrikaansMustFall. Op verschillende universiteiten wilden protesterende studenten colleges verstoren en universiteitscampussen laten sluiten, wat andere studenten weer probeerden te verhinderen. Op de Universiteit van de Vrystaat probeerden protesterende studenten een rugbywedstrijd te verstoren, wat spelers en supporters niet accepteerden. Een vechtpartij tussen honderden studenten was het gevolg. In 2016 besloten de drie universiteiten een voor een dat zij vanaf 2017 het Engels als primaire lestaal in alle colleges zouden gaan gebruiken.
In 2016 besloot ook de Universiteit van Zuid-Afrika (voor afstandsonderwijs) het Afrikaans als lestaal te schrappen, ondanks 30.000 Afrikaanstalige studenten (10% van het totaal). Ook werd de campusstructuur van de Noordwest-Universiteit gecentraliseerd. De autonomie van de verschillende NWU-campussen, die tot dan toe gezorgd had voor het voortbestaan van Afrikaans als primaire lestaal op de Potchefstroomcampus, werd opgeheven. Thans is de Potchefstroomcampus bezig om zijn taalbeleid te veranderen.

##### Private universiteiten
De toekomst van Afrikaanstalig universitair onderwijs is ongewis. Aan openbare universiteiten is geen plek voor hen meer. Ondanks dat er 60.000 Afrikaanstalige studenten zijn, verengelsen steeds meer instellingen. Dat heeft geleid tot de oprichting van twee Afrikaanstalige private universiteiten in 2011, waaronder de Academie voor Reformatorische Opleiding en Studies (voor onderwijskundige opleidingen) en Akademia. Deze universiteiten hebben geen winstoogmerk en profileren zich als gemeenschapsuniversiteiten.

##### Veranderingen per universiteit
| Universiteit                                                  | Universiteit                                                  | Voor hervorming     | Jaar van hervorming | Nu                                                       |
| ------------------------------------------------------------- | ------------------------------------------------------------- | ------------------- | ------------------- | -------------------------------------------------------- |
| Universiteit van Wes-Kaapland                                 | Universiteit van Wes-Kaapland                                 | Afrikaans en Engels | 1989                | Engels                                                   |
| Universiteit van Pretoria                                     | Universiteit van Pretoria                                     | Afrikaans en Engels | 2017                | Engels                                                   |
| Universiteit Stellenbosch                                     | Universiteit Stellenbosch                                     | Afrikaans           | 2014-2017           | Engels                                                   |
| Universiteit van die Vrystaat                                 | Universiteit van die Vrystaat                                 | Afrikaans en Engels | 2017                | Engels                                                   |
| Potchefstroomse Universiteit voor Christelijk Hoger Onderwijs | Potchefstroomse Universiteit voor Christelijk Hoger Onderwijs | Afrikaans           | 2004                | Opgeheven, verder als deel van de Noordwest-Universiteit |
|                                                               | Noordwest-Universiteit (Potchefstroomcampus)                  | Afrikaans           | 2016                | Afrikaans, Engels en Tswana                              |
| Randse Afrikaanse Universiteit                                | Randse Afrikaanse Universiteit                                | Afrikaans           | 2004                | Opgeheven, verder als de Universiteit van Johannesburg   |
|                                                               | Universiteit van Johannesburg                                 | Afrikaans en Engels | 2010                | Engels                                                   |
| Universiteit van Zuid-Afrika                                  | Universiteit van Zuid-Afrika                                  | Afrikaans en Engels | 2017                | Engels                                                   |

## In de openbare ruimte
Transformatie vindt ook in de openbare ruimte plaats, zo worden plaatsen, straten en pleinen die naar het verleden vernoemd zijn van naam veranderd.
Direct na de afschaffing van apartheid was er een deal tussen het ANC en de NP om steden en dorpen die naar apartheidsleiders vernoemd waren, een andere naam te geven. Ook werden standbeelden van apartheidsleiders uit de publieke ruimte verwijderd. Daarnaast kregen alle vliegvelden die naar politici waren vernoemd een neutrale naam en zouden niet langer naar politici vernoemd worden. Zo werd de plaats Verwoerdburg hernoemd tot Centurion en werd de D.F. Malan-lughawe in Kaapstad hernoemd tot Kaapstad Internasionale Lughawe. Wel konden de talloze Afrikaanse scholen vernoemd naar apartheidsleiders hun naam behouden en werden straatnamen niet van bovenaf veranderd.
Op lokaal niveau veranderde er tot 2000 weinig, omdat de lokale vertegenwoordigende overgangsraden, die in 1995 boven de blanke gemeenten en de zwarte lokale autoriteiten geplaatst werden, niet over de openbare ruimte gingen. Pas toen de blanke gemeenten in 2000 gefuseerd werden met nabije zwarte lokale autoriteiten ontstond er een situatie waarin een zwarte meerderheid het voor het zeggen kreeg in de (voormalig) blanke steden en dorpen.

### Naamsveranderingen
Sinds 2003 werden meer dan 70 plaatsnamen veranderd, vooral in de provincies Limpopo, Mpumalanga, KwaZoeloe-Natal en Oost-Kaap. Veel Afrikaans- en Nederlandstalige namen werden vervangen door namen in of uit andere talen, soms na groot protest van de daar wonende Afrikaners. Ook in veel van deze steden zijn straatnamen in het voormalig blanke centrum veranderd. Het gaat hierbij niet alleen om straatnamen van apartheidsleiders, maar ook om straatnamen vernoemd naar andere Afrikaners zoals Paul Kruger en neutrale Afrikaanstalige straatnamen zoals Kerstraat. Veelal worden de straten vernoemd naar anti-apartheidstrijders of politici van het ANC.
In 2012 vroeg de Federasie van Afrikaanse Kultuurvereniginge aan de Nederlandse premier Rutte diplomatieke druk uit te oefenen toen het ANC een hoop straatnamen in Pretoria wilde veranderen, waaronder de Koningin Wilhelminalaan, waar ook de Nederlandse ambassade gevestigd is. Nederland wilde geen diplomatieke druk uitoefenen en het ANC veranderde de straatnamen. Daarop besloot AfriForum de gemeente Tshwane (waarin Pretoria ligt) voor de rechter te dagen, omdat de straatnamen veranderd waren zonder dat er inspraak van de bevolking was geweest. Nadat AfriForum door verschillende rechtbanken in het gelijk gesteld werd, stapte Tshwane naar het Constitutioneel Hof van Zuid-Afrika. In 2016 gaf het Constitutioneel Hof gaf de gemeente Tshwane in een meerderheidsuitspraak gelijk.

### Standbeelden
Hoewel standbeelden die te maken hadden met apartheid al in 1994 uit de publieke ruimte verwijderd werden, bleven andere standbeelden en monumenten staan, waaronder standbeelden van blanke Zuid-Afrikaanse leiders uit de negentiende eeuw, van de (Britse) koningen van Zuid-Afrika en voor de Eerste en Tweede Wereldoorlog.
In het voorjaar van 2015 kwam het echter tot uitbarsting op de Universiteit van Kaapstad. Aanleiding was dat president Zuma tijdens de staatsrede had gezegd dat "de problemen van Zuid-Afrika begonnen met de aankomst van Jan van Riebeeck" in Zuidelijk Afrika in 1652. Revolutionaire studenten eisten daarna dat het academische curriculum getransformeerd zou worden en ontdaan zou worden van zijn westerse eigenschappen. Deze studenten, die veelal geassocieerd waren met de Economic Freedom Fighters (EFF), begonnen de campussen te zuiveren van westerse en koloniale eigenschappen. Er vonden boekverbrandingen plaats, schilderijen in universiteitsgebouwen werden vernield en er vonden protesten plaats tegen het standbeeld van Cecil Rhodes op de campus van de Universiteit van Kaapstad. Uiteindelijk werd het standbeeld van Cecil Rhodes in 2015 van de campus verwijderd en haalde de universiteit schilderijen van blanke kunstenaars in 2017 weg.
Ook in de rest van Zuid-Afrika gingen EFF-aanhangers de straat op om te protesteren tegen standbeelden van blanke, bruine en Aziatische historische figuren. Zij vonden het straatbeeld te blank, te Europees en te weinig vertegenwoordigend. Daarnaast vonden betogers deze standbeelden een permanente verheerlijking van misdaden als kolonialisme, apartheid en onderdrukking. Als onderdeel van deze protesten werden tientallen standbeelden besmeurd, vernield of in brand gestoken, allen standbeelden van niet-zwarte minderheden in Zuid-Afrika. Onder de getroffen standbeelden waren het standbeeld van Paul Kruger in Pretoria, het standbeeld van Jan van Riebeeck en het standbeeld van Louis Botha in Kaapstad, het standbeeld van koningin Victoria in Port Elizabeth, het standbeeld van Mahatma Gandhi in Durban en een gedenkplaat voor Saartjie Baartman in Hankey.

## Bij maatschappelijke organisaties
Ook grote maatschappelijke organisaties krijgen van overheidswege te maken met transformatie-eisen. Als maatschappelijke organisaties zich niet aan transformatie-eisen voldoen, verliezen zij miljoenen aan overheidssubsidies.

### Sport
In Zuid-Afrika hebben verschillende sportbonden, voornamelijk bonden die sporten aanbieden die populair zijn onder de blanke, bruine en Aziatische bevolking te maken met rassenquota. Ondanks het verbod op rassendiscriminatie en overheidsinmenging dat veel internationale sportbonden hebben, krijgen Zuid-Afrikaanse sportbonden te maken met quota waarin bepaald wordt hoeveel spelers er van bepaalde raciale afkomst afgevaardigd, opgesteld en/of gewisseld kunnen worden. Aangezien de transformatie in de sport volgens de overheid niet snel genoeg gaat, legt de overheid steeds dwingender en hogere quota op. Sportbonden als SA Rugby weigeren zich uit te spreken tegen deze quota, bang om sportsubsidies te verliezen.

### Religieuze instellingen
In 2016 deed de Commissie voor de bevordering en de bescherming van de rechten van culturele, godsdienstige en taalkundige gemeenschappen het voorstel om alle religieuze instellingen als kerken, tempels, moskeeën en synagoges in Zuid-Afrika te reguleren. Zo wil de commissie dat voorgangers bij de staat een vergunning moeten vragen om voor te mogen gaan aanvragen. Tegenstanders vrezen dat regulering van voorgangers een eerste stap is om transformatie-eisen op kerken af te dwingen.

## Verzet tegen transformatie
De wijze waarop transformatie met overheidsingrijpen op alle sferen van de samenleving wordt afgedwongen, stuit op ook op verzet, vooral onder minderheidsgroepen in Zuid-Afrika. Vooral organisaties uit de Solidariteit Beweging verzetten zich: burgerrechtenorganisatie AfriForum probeert transformatie internationaal op de agenda te zetten, de vakbond Solidariteit voert tientallen rechtszaken voor leden die zich benadeeld voelen door demografische transformatie en de werkgeversorganisatie AfriSake verzet zich tegen herverdelende transformatie door te protesteren tegen grondeisen.

### Hoorzitting van VN-comité
AfriForum brengt sinds 2013 elk jaar verslag uit aan het Forum voor Minderheidsaangelegenheden van de Verenigde Naties. Daarnaast diende AfriForum in 2015 klachten in bij het VN-comité inzake de uitbanning van alle vormen van rassendiscriminatie. Zij hielden in 2016 een hoorzitting waar de Zuid-Afrikaanse regering zich moest verantwoorden. Het VN-comité had vooral vragen of de transformatiequota niet neerkomen op (verboden) rassenquota en over de duur van transformatiewetgeving, aangezien strenge transformatieregels destijds al meer dan 10 jaar golden. Het VN-comité vond dat Zuid-Afrika zich in de toekomst opnieuw verantwoorden over de rigide implementatie van transformatiewetgeving.